# Burley (Washington)
Burley az Amerikai Egyesült Államok északnyugati részén, Washington állam Kitsap megyéjében elhelyezkedő statisztikai település. A 2010. évi népszámlálási adatok alapján 2057 lakosa van.
Burley postahivatala 1899 óta működik.

## Történet
A szocialista kolóniát 1898-ban alapította a Co-operative Brotherhood; a Skagit megyei Equality Colonyt egy évvel korábban hozta létre a testvériség Brotherhood of the Co-operative Commonwealth nevű társszervezete. A két szövetség célja az volt, hogy először Washington állam, később pedig a teljes USA szocialistává váljon.
Burley korábban a Brotherhood nevet viselte; a település részét képező Circle City épületei kör alakban helyezkedtek el. A legmagasabb népességszám 150 fő volt, azonban más tervezett településhez hasonlóan ez hamarosan csökkenni kezdett. A helyi gazdaság a faiparon alapult, emellett egy dohánygyár is működött itt.

## Fordítás
Ez a szócikk részben vagy egészben  a   Burley, Washington című angol Wikipédia-szócikk ezen változatának fordításán alapul.  Az eredeti cikk szerkesztőit annak laptörténete sorolja fel. Ez a jelzés csupán a megfogalmazás eredetét és a szerzői jogokat jelzi, nem szolgál a cikkben szereplő információk forrásmegjelöléseként.